# Джаннет Браун
Джаннет Елізабет Браун (нар. 13 травня 1934 р.) — американська вчена, хімік, що спеціалізується на органічній хімії, історик та письменниця.

## Біографія
Народилась в 1934 році в Бронксі, Нью-Йорк. За її словами, коли вона була молодою, вона захворіла на туберкульоз, і її лікував Артур Логан.
Вона відвідувала Нью-Дорпську середню школу на острові Стейтн і закінчила її в 1952 р. Браун здобула ступінь бакалавра з хімії в Хантер-коледжі в 1956 році, як один з двох афроамериканців в інавгураційному класі програми хімії Хантера.
У 1958 році вона стала першою жінкою-афроамериканкою, яка здобула ступінь магістра в університеті Міннесоти з органічної хімії. Її магістерська робота отримала назву «Дослідження утворення барвника та іліду в солях 9-(Р-диметиламинофенил) флуорена».

## Дослідницька кар'єра
Здобувши ступінь магістра, Браун почала працювати хіміком-дослідником у Фармацевтичній компанії CIBA, де вона брала участь у науково-дослідних програмах спрямованих на туберкульоз та кокцидіоз.
Вона переїхала в Мерк в 1969 році, де вона була співавтором 15 публікацій, отримала один патент і зробила свій внесок у 5 інших. Її робота була зосереджена на синтезі нових лікарських сполук. Вона працювала над розробкою сполуки циластатин, що входить до складу антибіотика Примаксин (іміпенем/циластатин), який використовується для лікування важких внутрішніх інфекцій, а також захворювань, спричинених бактеріями, що харчуються білком, та деякими видами пневмонії.
Браун також присвятила значні професійні зусилля різноманітним пропагандистським проєктам; вона була членом Комітету Національного наукового фонду з питань рівних можливостей жінок меншин та осіб з інвалідністю та була історикинею Комітету хімікинь Американського хімічного товариства. Як історик науки, Браун внесла біографічні профілі в проєкт Національної біографії Афро-Американської Америки і є автором книги «Афро-американські жінки-хіміки сучасності» присвячена сучасним жінкам, які отримали користь від Закону про громадянські права і зараз працюють хіміками чи хіміками.
В інтерв’ю з Міннесотського університету Браун радить молодим жінкам, які входять до наукових напрямків, пробиратись вперед, попри неминучі труднощі, які стануть на їх шляху. "Ви просто повинні продовжувати йти", - сказала вона. "Ви не можете зупинитися. Якщо ви зупинитесь, ви не збираєтеся отримати те, що хочете». “Ідіть прямо до доктора наук. Не зупиняйтесь на магістратурі», - сказала вона. "Якщо ви доктор наук, то ви шеф".

## Книги
- Афро-американські жінки-хіміки сучасності (2018)
- Афро-американські жінки-хіміки (2011)

## Нагороди
- 1991 р., обрана до Зали слави коледжу Хантера
- 2004 р., Співробітник Фонду хімічної спадщини (Американський відділ) (Société de Chimie Industrielle)
- 2005 р., одержувач премії за видатні досягнення (Університет Міннесоти)
- 2005 р., Національна премія за сприяння студентам з обмеженими можливостями до кар'єри в одержувачі хімічних наук, Американське хімічне товариство
- 2007 р., Співробітник Асоціації жінок у науці
- 2009 р., Глен Е. та Барбара Ходсон Улліот, науковий співробітник Фонду хімічної спадщини
- 2009 р., Співробітник Американського хімічного товариства у відділі професійних відносин
- 2020 р., премія Генрі Хіла, Американське хімічне товариство